# Кубок России по боксу 2024
Кубок России по боксу 2024 года на призы двукратного олимпийского чемпиона Олега Саитова прошёл в Самаре с 16 по 20 января. В каждой весовой категории выступали 8 сильнейших атлетов страны. Семь действующих чемпионов страны смогли стать обладателями Кубка страны. Лучшим боксёром турнира был признан Габил Мамедов. Приз за лучшую тактику был вручён Бешто Шавлаеву. Приз «За волю к победе» получил Сергей Колденков.

## Медалисты
| Весовая категория | Золото                                 | Серебро                                 | Бронза                                                                     |
| ----------------- | -------------------------------------- | --------------------------------------- | -------------------------------------------------------------------------- |
| до 48 кг          | Эдмонд Худоян Челябинская область      | Володя Мнацаканян Московская область    | Гога Топурия Ставропольский край Адам Альвиев Чечня                        |
| до 51 кг          | Василий Егоров Московская область      | Баир Батлаев Бурятия                    | Артур Нагапетян Москва Мушег Баяндурян Адыгея                              |
| до 54 кг          | Дмитрий Двали Московская область       | Кирилл Локотков ХМАО                    | Максим Кузнецов Кировская область Андрей Пегливанян Краснодарский край     |
| до 57 кг          | Эдуард Саввин Санкт-Петербург          | Сеяд Гашимов Краснодарский край         | Руслан Белоусов Мордовия Сергей Ярулин Санкт-Петербург                     |
| до 60 кг          | Аршак Товмасян Москва                  | Константин Опольский Московская область | Никита Косман Хабаровский край Кагир Минатуллаев ХМАО                      |
| до 63,5 кг        | Габил Мамедов Оренбургская область     | Илья Попов Санкт-Петербург              | Егор Козорезов Новосибирская область Дмитрий Шефер Калининградская область |
| до 67 кг          | Тархан Идигов Чечня                    | Александр Хохлов Санкт-Петербург        | Александр Зырянов Санкт-Петербург Карен Соловьёв Краснодарский край        |
| до 71 кг          | Игорь Свиридченков Воронежская область | Сергей Колденков Нижегородская область  | Дмитрий Захаров ХМАО Алихан Янгизбаев Дагестан                             |
| до 75 кг          | Джамбулат Бижамов Тульская область     | Сергей Сергеев Татарстан                | Егор Шапочанский Иркутская область Данил Прокудин Новосибирская область    |
| до 80 кг          | Бешто Шавлаев Чечня                    | Савелий Садома Хабаровский край         | Дмитрий Карманов Хабаровский край Магомед-Ильяс Магомедов Дагестан         |
| до 86 кг          | Хасмагомед Джаватханов Дагестан        | Вадим Щеблыкин Белгородская область     | Дмитрий Захарьев Санкт-Петербург Владимир Орехов Курская область           |
| до 92 кг          | Рамазан Ханапиев Санкт-Петербург       | Рамазан Дадаев Владимирская область     | Денис Козлов Мордовия Теймураз Суров Краснодарский край                    |
| свыше 92 кг       | Ярослав Дороничев ХМАО                 | Давид Суров Краснодарский край          | Святослав Тетерин Рязанская область Рамазан Карнукаев Москва               |